# Сазерленд, Кифер
Ки́фер Уи́льям Фре́дерик Де́мпси Джордж Ру́фус Са́зерленд (англ. Kiefer William Frederick Dempsey George Rufus Sutherland [ˈsʌðələnd]; род. 21 декабря 1966, Лондон, Великобритания) — канадский актёр, продюсер, режиссёр и автор-исполнитель. Лауреат премий «Эмми» и «Золотой глобус».

## Биография

### Ранние годы
Кифер Сазерленд (как и его сестра-близнец Рэйчел) родился в Лондоне в районе Паддингтон, в Госпитале святой Марии, когда его родители работали там, благодаря чему у Кифера есть и канадский паспорт, и британское гражданство с сертификатом на право проживания. Он сын Дональда Сазерленда и Ширли Дуглас, известных канадских актёров. У него есть шотландские предки по линии обоих родителей. Отец его матери — Томми Дуглас, — известный канадский политик и согласно опросам общественного мнения постоянно входит в десятку самых выдающихся канадцев.
В 1968 году его семья переехала в Лос-Анджелес (Калифорния). Его родители развелись в 1970 году. В 1975 году Сазерленд вместе со своей матерью переехал в Торонто, где учился в Колледже Святого Андрея, Мартингровской средней школе, Харбордской средней школе, средней школе Сильвертона и Малвернской средней школе. Он также провёл семестр в колледже Регины Мунди в канадском городе Лондон, что в провинции Онтарио, и посещал младшую школу Кресент-Тауна и среднюю высшую школу Сент-Клер в Ист-Йорке, Онтарио. Он бегло говорит на английском и французском.

### Карьера
К 2017 году Сазерленд снялся в более чем восьмидесяти фильмах и сериалах, самые примечательные из которых: «Останься со мной», «Пропащие ребята», «Молодые стрелки», «Коматозники», «Несколько хороших парней», «Исчезновение», «Три мушкетёра», «Время убивать», «Тёмный город», «Охранник».
Начиная с 2001 года Кифер Сазерленд чаще всего ассоциируется со своей ролью агента Джека Бауэра в нашумевшем американском телесериале «24». Сазерленд четыре раза номинировался на премию «Эмми» в категории «Лучший актёр в драматическом телесериале», а пятая номинация завершилась долгожданной победой. Его отец, Дональд, также становился обладателем этой премии в 1996 году за его роль в фильме Гражданин Икс. На церемонии открытия премии «Эмми» 2006 года Сазерленд появился на сцене в качестве своего персонажа из сериала «24». В 2007 году Сазерленд также был номинирован на премию Золотой глобус в категории «Лучший актёр в телевизионном сериале — драма» за свою роль в сериале «24».
Сазерленд постоянно подчёркивает, что это шоу — всего лишь «развлечение». Бригадный генерал Патрик Финнерган посетил съёмочную площадку сериала «24» в феврале 2007 года, чтобы убедить создателей этого шоу уменьшить количество сцен с пытками, а Сазерленд, в свою очередь, согласился на приглашение от армии США рассказать кадетам Военной академии США, что пытать заключённых — это неправильно.
В 2005 году имя Сазерленда было увековечено в Canada's Walk of Fame — аллее славы знаменитых людей Канады в Торонто, куда также были включены оба его родителя. Сазерленд также был первым гостем, который был сыном бывшего гостя, на шоу Inside the Actors Studio, так как его отец, Дональд, тоже появлялся в этом шоу в 1998 году. В апреле 2006 года в журнале Rolling Stone была напечатана статья о Сазерленде под названием «В темноте, наедине с Кифером Сазерлендом». Статья начиналась с признания Сазерленда в своём желании быть убитым в сериале «24». Тем не менее, он заявил: «Не поймите меня неправильно. Мне нравится то, что я делаю». В статье также говорилось, что он работает над сериалом 10 месяцев в году.
Кифер сыграл главную роль в японском рекламном ролике для компании Calorie Mate, исполнив пародию на своего персонажа Джека Бауэра. Сазерленд также озвучивал рекламную кампанию канадского представительства фирмы Ford Motor Company. Актёр озвучил льва Самсона в мультфильме Большое путешествие 2006 года. В 2006 году он озвучил рекламу компьютеров Apple, анонсировав включение чипов корпорации Intel в их компьютеры семейства Macintosh. Также Сазерленд озвучил вводный курс игр НХЛ для сети Versus в СШАnetwork in the U.S, в 2008 году озвучил персонажа игры Call of Duty: World at War', исполнил главную роль в аргентинской телерекламе автомобиля Citroen C4 седан.
В 2012 году Сазерленд получил главную роль в сериале «Контакт». В марте 2012 года, в рамках рекламы данного сериала, Кифер побывал в Москве и дал интервью в программе Владимира Познера на Первом канале российского телевидения.

## Личная жизнь

### Семья и отношения
У Сазерленда есть одна дочь — Сара Джуд, родившаяся 18 февраля 1988 года, в один день с его падчерицей Мишель Кэт (родилась в 1976 году), дочерью его первой жены Камелией Кэт. Отец Мишель — гитарист и певец группы «Чикаго» Тэрри Кэт. Брак Сазерленда с Камилой продлился с 12 сентября 1987 года до 1990 года, затем он женился на Келли Уинн, с которой развёлся в 2004 году. В 2017 году он стал появляться на публике с моделью и актрисой Синди Вела, с которой он встречается с 2014 года.

### Хобби и скандалы
Преданный наследию своего деда, Сазерленд является активным членом канадской Новой Демократической партии и время от времени появляется в рекламе этой партии.
Сазерленд — коллекционер гитар, большинство из которых гитары Gibson Les Paul. Магазин Gibson Les Paul даже выпустил гитару с подписью Кифера Сазерленда — KS-336 в рамках их компании «Вдохновенная».
Кифер профессионально соревновался в родео и выходил в национальный финал в 1994, 1996.
Энди Сэмберг рассказывал, что осенью 2001 года Сазерленд непреднамеренно прервал съёмку премьерного эпизода онлайн-сериала The Lonely Island. В эпизоде «Белая сила» главные персонажи проявляли склонность к отбеливателю зубов[что?] и, в конечном счёте, напали на старую женщину, чтобы заставить её содействовать их пагубной привычке. Сазерленд, проезжая в это время мимо, подумав, что нападение было на самом деле, выпрыгнул из своей машины, чтобы вмешаться. Небольшой фрагмент появления Сазерленда показывают после титров, хотя в этом фрагменте Кифер лишь останавливает свою машину и смотрит на них.

### Проблемы с законом
25 сентября 2007 года Сазерленд был арестован за вождение в нетрезвом виде. Это было его второе серьёзное нарушение правил дорожного движения после аналогичного в 2004 году. Около 1:10 ночи в Западном Лос-Анджелесе его машина была остановлена полицией, а в его крови был обнаружен алкоголь в количестве, превышавшем предельно допустимую в штате норму. Впоследствии его выпустили под залог в $25000. 5 декабря он был приговорён к 48 дням заключения.
9 декабря 2007 года Кифер отказался оспаривать предъявленное ему обвинение о вождении в нетрезвом виде и согласился в соответствии с приговором провести полных 48 дней в заключении, включая Рождество и собственный 41-й день рождения. Он предпочёл провести 18 дней в тюрьме весь декабрь и начало января, и вернуться в тюрьму, чтобы не останавливать съёмочный процесс. Тем не менее, съёмочный процесс был приостановлен из-за забастовки Американской гильдии сценаристов, так что он провёл все 48 дней в тюрьме подряд. Сазерленд начал своё тюремное заключение 6 декабря 2007 года и был выпущен из Глендейлской тюрьмы в Калифорнии только после полуночи 21 января 2008 года. В журнале «People» он рассказал, что провёл в тюрьме Новый год, свой день рождения и Рождество, и за этот период у него был всего один посетитель.

## Фильмография

### Актёр
| Год       |    | Русское название                             | Оригинальное название                   | Роль                            |
| --------- | -- | -------------------------------------------- | --------------------------------------- | ------------------------------- |
| 1975—2008 | с  | Субботним вечером в прямом эфире             | Saturday Night Live                     | Хост                            |
| 1983      | ф  | Возвращение Макса Дагэна                     | Max Dugan Returns                       | Билл                            |
| 1984      | ф  | Парень из бухты                              | The Bay Boy                             | Дональд Кэмпбелл                |
| 1986      | ф  | Яблоко от яблони                             | At Close Range                          | Тим                             |
| 1986      | тф | Пойманные в тишине                           | Trapped in Silence                      | Кевин Ричер                     |
| 1986      | тф | На равных                                    | The Brotherhood Of Justice              | Виктор                          |
| 1986      | ф  | Останься со мной                             | Stand by Me                             | Туз Меррилл                     |
| 1987      | ф  | Пропащие ребята                              | The Lost Boys                           | Дэвид                           |
| 1987      | ф  | Время убивать                                | The Killing Time                        | незнакомец                      |
| 1987      | ф  | Далёкие мечты                                | Promised Land                           | Дэнни                           |
| 1987      | ф  | Под сумасшедшей луной                        | Crazy Moon                              | Брукс                           |
| 1988      | ф  | Яркие огни, большой город                    | Bright Lights, Big City                 | Тед                             |
| 1988      | ф  | Молодые стрелки                              | Young Guns                              | «Док» Скарлок                   |
| 1988      | ф  | 1969                                         | 1969                                    | Скотт                           |
| 1989      | ф  | Ренегаты                                     | Renegades                               | Бастер МакГенри                 |
| 1989—2008 | мс | Симпсоны                                     | The Simpsons                            | Джек Бауэр                      |
| 1990      | ф  | Взгляд в прошлое                             | Flashback                               | Джон Бакнер                     |
| 1990      | ф  | Чикаго Джо и стриптизёрша                    | Chicago Joe and the Showgirl            | Карл                            |
| 1990      | ф  | Молодые стрелки 2                            | Young Guns II: Blaze of Glory           | «Док» Скарлок                   |
| 1990      | ф  | Коматозники                                  | Flatliners                              | Нельсон                         |
| 1990      | мф | Принц Щелкунчик                              | The Nutcracker Prince                   | Принц Щелкунчик, озвучка        |
| 1992      | ф  | Статья 99                                    | Article 99                              | доктор Питер Морган             |
| 1992      | ф  | Твин Пикс: Сквозь огонь иди со мной          | Twin Peaks: Fire Walk With Me)          | Сэм Стэнли                      |
| 1992      | ф  | Несколько хороших парней                     | A Few Good Men                          | лейтенант Джонатан Кендрик      |
| 1993      | ф  | Исчезновение                                 | Vanishing, The                          | Джефф Хериман                   |
| 1993      | ф  | Последний свет                               | Last Light                              | Дэнвер Бэйлис                   |
| 1993      | ф  | Три мушкетёра                                | Three Musketeers, The                   | Атос                            |
| 1993—1995 | с  | Падшие ангелы                                | Fallen Angels                           | Мэтт                            |
| 1994      | ф  | У ковбоев так принято                        | The Cowboy Way                          | Сонни Гилстрап                  |
| 1996      | ф  | Око за око                                   | Eye for the eye                         | Роберт Дуб                      |
| 1996      | ф  | Время убивать                                | A Time to Kill                          | Фредди Ли Кобб                  |
| 1996      | ф  | Шоссе                                        | Freeway                                 | Боб Вулвертон                   |
| 1996      | ф  | Последние дни Фрэнки по прозвищу «Муха»      | Last Days of Frankie the Fly, The       | Джой                            |
| 1997      | ф  | Правда и последствия                         | Truth or Consequences                   | Кёртис                          |
| 1997      | ф  | Армитаж: Полиматрица                         | Armitage III: Poly-Matrix               | Ross Sylibus, озвучка           |
| 1998      | ф  | Тёмный город                                 | Dark City                               | доктор Дэниэл Шребер            |
| 1998      | ф  | Солдатская любовь                            | A Soldier's Sweetheart                  | Рэт                             |
| 1998      | ф  | Разрыв                                       | Break Up                                | Джон Бокс                       |
| 1998      | ф  | Контроль земли                               | Ground Control                          | Джек Харрис                     |
| 1999      | ф  | Глаз убийцы                                  | After Alice                             | Микки                           |
| 1999      | ф  | Ищите женщину                                | Woman Wanted                            | Уэнделл Годдард                 |
| 2000      | ф  | Ритм                                         | Beat                                    | Уильям                          |
| 2000      | ф  | По кусочкам                                  | Picking Up the Pieces                   | Бобо                            |
| 2000      | ф  | Страсть                                      | Right Temptation, The                   | Майкл Фэрроу-Смит               |
| 2000      | ф  | Шаманы пустыни                               | Desert Saints                           | Артур Бэнкс                     |
| 2001      | ф  | Огненный ринг                                | Cowboy Up                               | Хэнк Брэкстон                   |
| 2001      | ф  | Последняя война                              | To End All War                          | Lt. Jim 'Yankee' Reardon        |
| 2001—2014 | с  | 24 часа                                      | 24                                      | Джек Бауэр                      |
| 2002      | ф  | По ту сторону закона                         | Dead Heat                               | Полли ЛаМарр                    |
| 2002      | ф  | Телефонная будка                             | Phone Booth                             | снайпер                         |
| 2003      | ф  | За красной дверью                            | Behind the Red Door                     | Рой                             |
| 2003      | ф  | Найденный рай                                | Paradise Foun                           | Поль Гоген                      |
| 2003      | ф  | Земля до начала времен 10: Великая миграция  | The Land Before Time X                  | Bron, озвучка                   |
| 2004      | ф  | Наскар 3D                                    | NASCAR 3D: The IMAX Experience          | рассказчик, озвучка             |
| 2004      | ф  | Забирая жизни                                | Taking Lives                            | Кристофер Харт                  |
| 2005      | ф  | Сражавшийся рейс                             | The Flight That Fought Back             | рассказчик, озвучка             |
| 2005      | ф  | Королева реки                                | River Queen                             | Дойл                            |
| 2006      | мф | Большое путешествие                          | The Wild                                | Самсон, озвучка                 |
| 2006      | ф  | Охранник                                     | The Sentinel                            | Дэвид Брекинридж                |
| 2008      | ф  | Зеркала                                      | Mirrors                                 | Бен Карсон                      |
| 2008      | мф | Dragonlance: Драконы осенних сумерек         | Dragonlance: Dragons of Autumn Twilight | Рейстлин Маджере, озвучка       |
| 2009      | мф | Монстры против пришельцев                    | Monsters vs. Aliens                     | генерал Воякер, озвучка         |
| 2011      | ф  | Меланхолия                                   | Melancholia                             | Джон                            |
| 2011      | с  | Исповедь                                     | Confession                              | исповедующийся                  |
| 2011      | мс | Симпсоны                                     | The Simpsons                            | охранник Уэйн                   |
| 2012      | с  | Контакт                                      | Touch                                   | Мартин Бом                      |
| 2014      | ф  | Помпеи                                       | Pompeii                                 | сенатор Корвус                  |
| 2015      | ф  | Заброшенный                                  | Forsaken                                | Джон Генри                      |
| 2016—2019 | с  | Последний кандидат                           | Designated Survivor                     | президент Том Киркман           |
| 2017      | ф  | Коматозники                                  | Flatliners                              | доктор Барри Вольфсон           |
| 2022      | ф  | Наёмник                                      | The Contractor                          | Расти Дженнингс                 |
| 2022      | с  | Первая леди                                  | The First Lady                          | Президент Франклин Д. Рузвельт  |
| 2023      | с  | Кроличья нора                                | Rabbit Hole                             | Джон Уир                        |
| 2023      | ф  | Они клонировали Тайрона                      | They Cloned Tyrone                      | Никсон                          |
| 2023      | ф  | Военный трибунал по делу о мятеже на «Кейне» | The Caine Mutiny Court-Martial          | лейтенант-коммандер Филлип Квиг |
| 2024      | ф  | Присяжный номер два                          | Juror #2                                | Ларри Ласкер                    |

### Режиссёр
- 1993 — Последний свет / Last Light
- 1997 — Правда и последствия / Truth or Consequences
- 1999 — Ищите женщину / Woman Wanted

### Компьютерные игры
| Год  |    | Русское название | Оригинальное название                | Роль                                          |
| ---- | -- | ---------------- | ------------------------------------ | --------------------------------------------- |
| 2006 | ки | —                | 24: The Game                         | Джек Бауэр, голос                             |
| 2008 | ки | —                | Call of Duty: World at War           | Капрал Ройбук, голос                          |
| 2014 | ки | —                | Metal Gear Solid V: Ground Zeroes    | Биг Босс, голос и захват движения             |
| 2015 | ки | —                | Metal Gear Solid V: The Phantom Pain | Биг Босс/Веном Снейк, голос и захват движения |
| 2018 | ки | —                | Call of Duty: Black Ops 4            | Гидеон Джонс, голос и внешность               |

## Награды и номинации
К настоящему времени имеет 19 наград и ещё 53 номинации, оставшихся без победы, в области кино.
Ниже перечислены основные награды и номинации. Полный список см. на 

### Награды
- Премия «Золотой глобус»
  - 2002 — Лучшая мужская роль на ТВ (драма) в сериале «24 часа»
- Премия Гильдии актёров
  - 2004 — Лучший актёр драматического сериала «24 часа»
  - 2006 — Лучший актёр драматического сериала «24 часа»
- Премия «Эмми»
  - 2006 — Лучший драматический сериал «24 часа» (как продюсер)
  - 2006 — Лучшая мужская роль в драматическом сериале «24 часа»

### Номинации
- MTV Movie Awards
  - 1997 — Лучший злодей в фильме «Время убивать»
  - 2004 — Лучший злодей в фильме «Телефонная будка»
- Премия «Эмми»
  - 2002 — Лучшая мужская роль в драматическом сериале «24 часа»
  - 2003 — Лучшая мужская роль в драматическом сериале «24 часа»
  - 2003 — Лучший драматический сериал «24 часа»
  - 2004 — Лучшая мужская роль в драматическом сериале «24 часа»
  - 2004 — Лучший драматический сериал «24 часа»
  - 2005 — Лучшая мужская роль в драматическом сериале «24 часа»
  - 2005 — Лучший драматический сериал «24 часа»
  - 2007 — Лучшая мужская роль в драматическом сериале «24 часа»
  - 2009 — Лучшая мужская роль в телефильме или мини-сериале за фильм «24: Искупление (ТВ)»
- Премия Гильдии актёров
  - 2003 — Лучший актёр драматического сериала «24 часа»
  - 2003 — Лучший актерский состав драматического сериала «24 часа»
  - 2005 — Лучший актёр драматического сериала «24 часа»
  - 2005 — Лучший актерский состав драматического сериала «24 часа»
  - 2007 — Лучший актёр драматического сериала «24 часа»
  - 2007 — Лучший актерский состав драматического сериала «24 часа»
  - 2009 — Лучшая мужская роль в телефильме или мини-сериале за фильм «24: Искупление (ТВ)»
- Премия «Золотой глобус»
  - 2003 — Лучшая мужская роль на ТВ (драма) в сериале «24 часа»
  - 2004 — Лучшая мужская роль на ТВ (драма) в сериале «24 часа»
  - 2006 — Лучшая мужская роль на ТВ (драма) в сериале «24 часа»
  - 2007 — Лучшая мужская роль на ТВ (драма) в сериале «24 часа»
  - 2009 — Лучший актёр мини-сериала или фильма на ТВ за «24: Искупление (ТВ)»
- Премия «Сатурн»
  - 2007 — Лучший телеактер в сериале «24 часа»
- Премия «Золотая малина»
  - 2015 — Худшая мужская роль второго плана за фильм «Помпеи»